# Wilhelm Lemke (Komponist)
Wilhelm Lemke (* 12. Juni 1873 in Plau am See; † 2. Oktober 1953 in Rostock) war ein deutscher Militärmusiker, Komponist, Musikpädagoge und Musikkritiker.

## Leben
Wilhelm Lemke war der Sohn eines Schiffbauers. Er besuchte die Höhere Bürgerschule in Rostock und hatte mit elf Jahren den ersten Musikunterricht. Von 1887 bis 1891 wurde dieser durch den Unterricht beim Großherzoglichen Musikdirektor und Stabsoboisten Heinrich Lenschow in Rostock vertieft. Seit 1889 war Wilhelm Lemke als Erster Violinist im Vereinigten Orchester in Rostock tätig. Von 1891 bis 1894 besuchte er die Militärkapellmeister-Aspirantenschule in Berlin. 1894 wurde er zum Musikdirektor ernannt. Danach gehörte er verschiedenen Militärkapellen an. Seit 1902 war er im 2. Badischen Dragoner-Regiment Nr. 21 im badischen Bruchsal tätig. Hier übernahm er ebenfalls die Leitung der Stadtkapelle Bruchsal. 1904 übernahm er als Professor und Musikdirektor die Leitung der Musique-Militaire von Le Locle in der Schweiz. Hier leitete er als Dirigent die Kadettmusik, den Männerchor Harmonie-Liederkranz, den Deutschen Kirchenchor und das Symphonie-Orchester der Stadt. 1911 gewann er mit der Musique-Militaire den ersten Preis für Blechmusik beim Internationalen Musikwettstreit in Lausanne, 1912 mit dem Parade-Festmarsch den Kompositionswettbewerb des 16. Eidgenössischen Musikfestes in Vevey.
1915 verließ Wilhelm Lemke die Schweiz und war nach seinem Militärdienst in Deutschland als Musiklehrer und Komponist tätig. 1920 kehrte er wieder in die Schweiz zurück und war bis 1930 Leiter der Stadtmusik in Frauenfeld; von 1926 bis 1930 leitete er auch den Gemischten Chor Langdorf-Frauenfeld. 1924 war Lemke Kursleiter beim Eidgenössischen Musikverein in Winterthur, 1926 in Thusis und 1926 in Luzern. Nach 1930 lebte er bis zu seinem Tod als Musikpädagoge, Musikkritiker und Komponist in Rostock.

## Werke
- Abhandlungen über Ventile bei Blechblasinstrumenten in der Schweizerischen Zeitung für Instrumentalmusik (1914)

Märsche
- Die Schweizergarde
- Zum Defilee
- Zum letzten Gang
- Glück auf Bergmann
- Gruß an die Heimat
- Mein Mecklenburg

Walzer
- Auf hoher Düne
- Am Meeresstrand
- Mondnacht im Süden
- Sommernacht
- Lustige Schlittenfahrt

Lieder für gemischten Chor
- Fahr wohl, du schöner Maientraum